# Slagorden i Operation Perch
Slagorden i Operation Perch omfatter de enheder på britisk og tysk side, som deltog i Operation Perch, som var en del af Operation Overlord under 2. Verdenskrig.

## Britisk slagorden

### 21. Armégruppe
Øverstkommanderende: General Sir Bernard Montgomery.

Stabschef: Freddie de Guingand

### 2. britiske armé
Øverstkommanderende: Generalløjtnant Miles Dempsey

### 1. Korps
Generalløjtnant John Crocker
- 51. infanteridivision – generalmajor Bullen-Smith
- 4. mekaniserede brigade

### 30. korps
Generalløjtnant Gerard Bucknall
- 7. pansrede division – Generalmajor Erskine
- 49. infanteridivision – Generalmajor Evelyn Barker
- 50. infanteridivision – Generalmajor Douglas Graham
- 8. pansrede brigade

## Tysk slagorden

### 1. SS Panserkorps
SS-Obergruppenführer Sepp Dietrich
- Panzerlehrdivisionen
- 12. SS Panserdivision Hitlerjugend
- 21. Panserdivision
- 101. tunge SS Panserbataljon

### 3. Flak Korps
Tekst mangler, hjælp os med at skrive teksten

### 47. Panserkorps
- 2. Panserdivision

### 84. Korps
- 352. infanteridivision
- 716. statiske infanteridivision